# Miesbacher Anzeiger
Miesbacher Anzeiger («Ми́сбахер а́нцайгер» — букв. «Мисбахский вестник») — одна из наиболее популярных газет в Германии после Первой мировой войны.
Газета была основана в 1874 году в Мисбахе и ориентировалась на сельского читателя. Спустя два года была приобретена издательским домом Майров и при этих владельцах в первые десятилетия своего существования отражала либеральные взгляды. На рубеже веков редакция газеты стала придерживаться более консервативных взглядов и сблизилась с центристами.
В политически нестабильное время после Первой мировой войны у «Мисбахер анцайгер» наблюдался отчётливый крен в правую сторону и расценивалась в этот период как «влиятельное антидемократическое католическое издание». Значительную роль в этом изменении курса сыграл редактор Клаус Экк, превративший газету в дискуссионный клуб правых экстремистов. Для «Анцайгера» писали помимо патриотически и антисемитски настроенного Людвига Томы ранние единомышленники Адольфа Гитлера Дитрих Эккарт и Бернхард Штемпфле. Близкий в то время по взглядам к НСДАП Эрих Людендорф позднее отмечал, что национал-социалистическая пропаганда «Мисбахского вестника» в начале 1920-х годов нашла отклик даже в Северной Германии, а Штемпфле своими выступлениями затуманил там немало голов. Радикально националистические комментарии «Мисбахского вестника» по вопросам внешней политики привели даже к запрету газеты на три месяца в 1922 году на территории, подчинённой межсоюзнической комиссии в Рейнской области. После 1922 года газета придерживалась более умеренных взглядов. В 1945 году союзники запретили «Мисбахер анцайгер».